# Suka Merindu (Putri Hijau)
Suka Merindu is een bestuurslaag in het regentschap Bengkulu Utara van de provincie Bengkulu, Indonesië. Suka Merindu telt 577 inwoners (volkstelling 2010).